# Fernando Charrier
Fernando Charrier (Roure, 12 settembre 1931 – Alessandria, 7 ottobre 2011) è stato un vescovo cattolico italiano.

## Biografia
Nacque a Bourcet, frazione di Roure, comune della Valle del Chisone, in provincia di Torino e diocesi di Pinerolo, il 12 settembre 1931.

### Formazione e ministero sacerdotale
Frequentò il seminario minore e maggiore di Pinerolo.
Il 24 giugno 1956 fu ordinato presbitero.
Dopo l'ordinazione fu segretario del vescovo Gaudenzio Binaschi e poi parroco a Mentoulles. Perfezionò i suoi studi, frequentando la Pontificia Università Lateranense, dove ottenne la licenza in diritto canonico.
Nel 1968 fu chiamato dal vescovo Bartolomeo Santo Quadri ad operare nella Curia diocesana di Pinerolo con l'incarico dell'Ufficio per i problemi sociali e il lavoro.
Nel 1969 è a Roma per assumere l'impegno di Assistente nazionale della Gioventù delle ACLI. Nel 1971, in conseguenza del ritiro degli assistenti dalle ACLI, fu nominato segretario del Gruppo sacerdotale per la pastorale del lavoro nell'ambito della Conferenza Episcopale Italiana. Nel 1975 diede vita all'Ufficio nazionale per la pastorale sociale e il lavoro della Conferenza Episcopale Italiana; al tempo stesso fu nominato segretario della Commissione italiana di "giustizia e pace" e successivamente sottosegretario della CEI. Nel 1976 il segretario generale della Conferenza Episcopale Italiana, mons. Luigi Maverna, lo nominò consulente ecclesiastico nazionale dell'Associazione Cristiana Artigiani Italiani (ACAI); mantenne l'incarico fino alla nomina episcopale. Fu, inoltre, consigliere ecclesiastico del CIDSE, organismo di cooperazione internazionale per lo sviluppo e la solidarietà, con sede a Bruxelles.

### Ministero episcopale
Il 29 settembre 1984 papa Giovanni Paolo II lo nominò vescovo titolare di Cercina con deputazione a ausiliare dell'arcivescovo di Siena per la diocesi di Colle di Val d'Elsa. L'11 novembre seguente ricevette l'ordinazione episcopale, nella cattedrale di Pinerolo, dal cardinale Anastasio Alberto Ballestrero, arcivescovo di Torino, co-consacranti Pietro Giachetti, vescovo di Pinerolo, e Mario Jsmaele Castellano, arcivescovo di Siena e vescovo di Colle di Val d'Elsa e di Montalcino.
Fu segretario dei due Convegni ecclesiali nazionali Evangelizzazione e promozione umana e Riconciliazione cristiana e comunità degli uomini, svoltisi rispettivamente a Roma nel 1976 e a Loreto nel 1985.
Nel maggio 1985 fu eletto dall'Assemblea generale della CEI, per un quinquennio, presidente della Commissione episcopale per i problemi sociali e il lavoro, mentre nel gennaio 1989 fu eletto presidente del Comitato scientifico-organizzatore delle settimane sociali dei cattolici italiani, di cui la prima, 41ª della serie dopo la ventennale sospensione, fu celebrata a Roma dal 2 al 5 aprile 1991, la seconda a Torino dal 28 settembre al 2 ottobre 1993. Mantenne l'incarico fino al maggio 1996; ancora nel 2007 era membro di diritto del comitato.
Il 22 aprile 1989 fu nominato vescovo di Alessandria da papa Giovanni Paolo II; succedette a Ferdinando Maggioni, dimessosi per raggiunti limiti di età.
Nel maggio 1990, scaduto il quinquennio di presidenza, divenne segretario della Commissione episcopale per i problemi sociali e il lavoro. Nel maggio 1991 fu scelto dall'Assemblea generale della CEI quale delegato al Sinodo straordinario dei vescovi sull'Europa, svoltosi dal 28 novembre al 14 dicembre 1991. Nel maggio 1995 fu nuovamente eletto presidente della Commissione episcopale per i problemi sociali e il lavoro; nel maggio 2000, invece, alla scadenza del quinquennio, fu scelto quale membro della Commissione episcopale per la cultura e le comunicazioni sociali. In occasione del Grande Giubileo dell'anno 2000 fu presidente dei gruppi preparatori dei tre incontri dei lavoratori con il pontefice (giubileo degli artigiani il 19 marzo, giubileo dei lavoratori il 1º maggio e giubileo degli agricoltori il 12 novembre). Nel 2002 fu nominato presidente della fondazione "Giustizia e Solidarietà", organismo della CEI creato per gestire i fondi raccolti nell'anno del Giubileo del 2000 per la remissione del debito dei paesi più poveri.
Fu, inoltre, vicepresidente della Conferenza episcopale piemontese.
Il 4 aprile 2007 papa Benedetto XVI accolse la sua rinuncia, presentata per raggiunti limiti di età, al governo pastorale della diocesi di Alessandria; gli succedette Giuseppe Versaldi, fino ad allora vicario generale di Vercelli. Rimase amministratore apostolico della diocesi fino all'ingresso del successore, avvenuto il 10 giugno seguente. Da vescovo emerito continuò a risiedere ad Alessandria.
Morì all'alba del 7 ottobre 2011, dopo un periodo di malattia, all'età di 80 anni, ad Alessandria. Dopo le esequie, celebrate il 10 ottobre dall'arcivescovo Giuseppe Versaldi nella cattedrale di Alessandria, fu sepolto nella cappella di San Giuseppe dello stesso edificio.

## Genealogia episcopale
La genealogia episcopale è:
- Cardinale Scipione Rebiba
- Cardinale Giulio Antonio Santori
- Cardinale Girolamo Bernerio, O.P.
- Arcivescovo Galeazzo Sanvitale
- Cardinale Ludovico Ludovisi
- Cardinale Luigi Caetani
- Cardinale Ulderico Carpegna
- Cardinale Paluzzo Paluzzi Altieri degli Albertoni
- Papa Benedetto XIII
- Papa Benedetto XIV
- Cardinale Enrico Enriquez
- Arcivescovo Manuel Quintano Bonifaz
- Cardinale Buenaventura Córdoba Espinosa de la Cerda
- Cardinale Giuseppe Maria Doria Pamphilj
- Papa Pio VIII
- Papa Pio IX
- Cardinale Alessandro Franchi
- Cardinale Giovanni Simeoni
- Cardinale Antonio Agliardi
- Cardinale Basilio Pompilj
- Cardinale Adeodato Piazza, O.C.D.
- Cardinale Sebastiano Baggio
- Cardinale Anastasio Alberto Ballestrero, O.C.D.
- Vescovo Fernando Charrier